# Phare d'Irta
Le phare d'Irta est un phare situé dans la station balnéaire d'Alcossebre sur le territoire de la commune d'Alcalà de Xivert, dans la province de Castellón (Communauté valencienne) en Espagne. Il se trouve dans le parc naturel de la Sierra d'Irta.
Il est géré par l'autorité portuaire de Castellón de la Plana.

## Histoire
Ce phare de conception moderne a été construit en 1990 sur un projet de l'architecte féminine Rita Lorite Becarra. Prévu dans le Plan de Signaux Maritimes de 1985-89, ce phare comme le phare de Nules sont les seuls phares espagnols dessinés totalement par des femmes. C'est une tour carrée en béton armée de 28 m de haut, avec galerie double, montée sur un bâtiment technique d'un seul étage. Sa lanterne émet, à 33 m au-dessus de la mer, quatre éclats blancs toutes les 18 secondes.
Le phare d'Irta est situé dans le parc naturel de la Sierra d'Irta, dans une zone très peu urbanisée, entourée d'un petit massif montagneux méditerranéenne de grande valeur écologique. On n'y accède que depuis la localité d'Alcossebre, par le chemin de la plage vers le nord.
Identifiant : ARLHS : SPA030 ; ES-27140 - Amirauté : E0131.6 - NGA : 5518 .
|          |
| Le phare |

|                                          |
| La Playa Romana et le phare tout au bout |

### Lien connexe
- Liste des phares d'Espagne